# Byrrhus geminatus
Byrrhus geminatus là một loài bọ cánh cứng trong họ Byrrhidae. Loài này được LeConte miêu tả khoa học năm 1854.